# António de Vasconcelos
António de Vasconcelos foi um administrador colonial português que exerceu o cargo de governador e de capitão-general na Capitania-Geral do Reino de Angola entre 1758 e 1764, tendo sido antecedido por António Álvares da Cunha e sucedido por Francisco Inocêncio de Sousa Coutinho.